# Escuela Nacional Central de Agricultura (Villa Nueva)
La Escuela Nacional Central de Agricultura (ENCA), es una escuela de agricultura y rectora de la educación media agrícola, forestal y agroindustrial en Guatemala que tiene 3 carreras disponibles con el título medio de «Perito». Funciona bajo el modelo de Internado y mixto.
Según el Artículo 79 de la Constitución Política de la República de Guatemala, es una entidad descentralizada, autónoma, con personalidad jurídica y patrimonio propio del Gobierno Central de Guatemala, encargada de la organización, dirección y desarrollo de los planes de estudio agropecuario y forestal de la Nación a nivel de educación de enseñanza media.
La ENCA se rige por su propia Ley Orgánica, Dto. 51-86 del Congreso de la República y sus reglamentos.  Aunque es una entidad descentralizada y autónoma, su presupuesto se canaliza a través del Ministerio de Agricultura, Ganadería y Alimentación, sin que esto afecte su autonomía.

## Historia

### Antecedentes
Desde mucho tiempo antes que se creara como tal, en 1868 la «Sociedad Económica de Amigos de Guatemala» decidió apoyar dicha idea, montando un curso de agronomía en el Colegio Científico industrial que estaba recién inaugurado en la Antigua Guatemala. Con el tiempo se dieron cuenta de que ese curso no iba a generar agrónomos por lo que en 1870 solicitaron terrenos a la municipalidad y sumando algunas fincas que ellos habían adquirido se preparaban para fundar una Escuela de Agricultura. A principio de enero de 1877 la Escuela de Agricultura era una realidad, en la Memoria de Instrucción pública de 1881 se informa que la escuela de agricultura tuvo un director y cinco profesores, 32 alumnos becados, un interno pensionista y dos externos, muchos de ellos indígenas que el gobierno hizo llegar de diferentes pueblos. Un acuerdo gubernativo del 13 de febrero de 1880 el gobierno decidió que la Escuela de Agricultura pasara a manos de la Secretaría de Instrucción Pública con el pretexto de hacer más fecunda y menos gravosa la instrucción que se impartían en los establecimientos que costeaba el estado. El 25 de abril de 1881 se emitió un decreto legislativo que la canceló definitivamente la escuela basándose en problemas financieros. Se cree que la disposición del cierre del establecimiento fue una medida arbitraria, pues cuando se canceló la Escuela de Agricultura, ésta tenía asignadas partidas de sostenimiento en el presupuesto de 1882 – 1883.

### Escuela Nacional de Agricultura
El fundador de la actual institución fue el licenciado Luis Cruz Meza, hijo de padre guatemalteco y madre costarricense, estudio Derecho en la Universidad de San Carlos de Guatemala, graduándose en 1901 vivió en Heredia, Costa Rica. Fue fundador de la primera escuela de agricultura en Curridabat, pueblo cercano a San José de Costa Rica. La escuela en Costa Rica funcionó hasta el año 1920 ya que el 20 de enero de ese mismo año, el Lic. Cruz Meza firmó un contrato con don Antonio Bouscayrol, secretario del despacho de Agricultura de Guatemala para trasladar su escuela a Guatemala, en ese momento era presidente Manuel Estrada Cabrera, quien fue derrocado por un movimiento en su contra el 15 de abril de 1920.
En el año 1921 el Lic. Luis Cruz Meza fundó la Escuela Nacional de Agricultura -ENA- Inició sus actividades bajo la administración del presidente Carlos Herrera y Luna, la cual, según el contrato firmado entre el Lic. Cruz Meza y el gobierno, sería de carácter privado los seis primeros años, para luego pasar a propiedad del Estado. El Lic. Cruz Meza trajo de Costa Rica materiales, mapas, libros, equipo, maquinaria, profesores, agricultores para prácticas y también alumnos que en ese país habían ya iniciado sus estudios. La -ENA- en Guatemala tuvo carácter centroamericano, ya que estudiaron en ella alumnos de todos los países del área. La ENA inicialmente funcionó en la Finca Nacional la Aurora, para lo cual el gobierno le donó 40 manzanas de terreno, un área mayor a la que tuvo en Costa Rica. También tuvo para su funcionamiento los edificios que tuvieran el Instituto Agrícola de Indígenas, en donde estuviera posteriormente la Escuela Normal Central para Varones. Los alumnos inscritos en Costa Rica, se graduaron en el ya Estado de Guatemala, el primer año de fundada la escuela, en el amanecer del 5 de diciembre de 1921, cuando un triunvirato encabezado por el General José María Orellana dio un golpe de Estado y asumió el poder. La ENA inició con 46 estudiantes guatemaltecos de un total de 64, porque en el segundo y tercer año, estaban los estudiantes que habían iniciado en Costa Rica. De esa cuenta, al final del primer año se graduó 1 estudiante nicaragüense y 4 costarricenses. El contrato con el Lic. Cruz Meza fue rescindido el 6 de enero de 1923, por problemas que se dieron por el abastecimiento de agua para la escuela y sus declaraciones en un periódico, denunciando el caso. A raíz de este hecho, la ENA pasó bajo la administración del estado.

### Escuela Nacional Central de Agricultura
En el año 1929, el presidente de la república de esa época, Lázaro Chacón, creó dos escuelas regionales de agricultura, una en Jalapa y otra en Quetzaltenango, las cuales únicamente funcionaron por tres años, porque el presidente Jorge Ubico Castañeda en 1932 las fusionó para formar la Escuela Nacional Central de Agricultura -ENCA-. En el año de 1936, la ENCA fue trasladada de la Finca Nacional La Aurora, donde funcionó cerca de 15 años, a la Finca La Alameda en Chimaltenango. En La Alameda, los estudiantes de agricultura ingresaban con sexto grado de primaria y estudiaban durante cinco años para recibir el título de «Perito Agrícola». En el mes de mayo del año de 1944 fue ubicada en la Finca Bárcena, Villa Nueva en el departamento de Guatemala. La finca Bárcena donde finalmente fue ubicada la ENCA, recibió ese nombre por uno de sus dueños, un Ingeniero Agrónomo de apellido Bárcena, la finca era cafetalera en casi toda su extensión, llegando las siembras hasta lo que hoy se conoce como el Parque nacional Naciones Unidas. Durante los años de 1957, 1958 y 1959, la ENCA no recibió estudiantes de primer ingreso, ya que terminó de graduar las últimas promociones de cinco años, haciendo uso del anterior pensum de estudios, que como requisito de ingreso el aspirante solo debía tener aprobada la educación primaria , esto permitió dar paso a la nueva era, la formación de peritos agrónomos de tres años, puesto que el nuevo pensum exigía que los alumnos aspirantes tuvieran aprobada los 3 primeros años de educación secundaria, por lo que en enero de 1960, la ENCA se inicia con el nuevo plan de estudios.

### Instituto Técnico de Agricultura
El Instituto Técnico de Agricultura -ITA- fue oficializado por Acuerdo Gubernativo de fecha 14 de febrero de 1967 como resultado de la fusión entre la Escuela Nacional Central de Agricultura y la Escuela Forestal Centroamericana, que realmente fue absorbida por la primera. Su finalidad comprendió la «Formación a Nivel Medio de Técnicos en Las Ciencia Agrícolas y en especialidades Determinadas» los alumnos ingresaban después de haber terminado el ciclo básico, y después de tres años de estudios recibían el título de Perito Agrónomo. Esto focalizaba claramente al ITA en el nivel medio diversificado. En 1969 y mediante Acuerdo Gubernativos de fecha 6 de agosto, se modificó el estatus del ITA, permitiéndole además de la formación de Peritos Agrónomos a nivel medio como lo había hecho hasta entonces, la formación de técnicos especialistas en diversas ramas agrícola y forestal. En 1974 se tomó la decisión de no continuar ofreciendo la especialización debido a la poca inscripción de estudiantes, siendo una de las principales razones por lo que los graduados como Peritos Agrónomos preferían suspender los estudios en este punto para emplearse y empezar a devengar salario, además que Universidad estatal no reconoció equivalencias a los estudios de especialización del ITA, lo que impedía la eventual movilización horizontal hacia la obtención de un título universitario. El ITA fue nombrado fundador y su director en 1973, primer presidente de la Asociación Centroamericana de Educación Agrícola Secundaria (ACEAS) que se convirtió en la Asociación de Organismos de Educación Agrícola de América Central.

### Escuela Nacional Central de Agricultura
En el año de 1985, la nueva constitución de la República de Guatemala, en su artículo 79 estableció nuevamente la ENCA pero como una entidad autónoma, con personalidad jurídica y patrimonio propio. Es así como en noviembre de 1986 fue suprimido el nombre del ITA, restituyendo el nombre de ENCA, para dar cabida nuevamente a una escuela con autonomía, iniciándose en el año 1987 un nuevo pensum con duración de 4 años, graduándose bajo el título de «Agrónomos», para el área agrícola, y «Dasónomos» para el área forestal de la cual salieron cuatro promociones. La primera promoción bajo este plan de estudios de cuatro años egresó, en el año 1990, y la última en el año 1993, luego volvió al plan de estudios de 3 años, no habiendo promoción de egresados en los años 1994 y 1995 respectivamente, sino hasta el año 1996 en el cual se dio un proceso de reingeniería de la ENCA, iniciándose con el nuevo plan de estudios en el año de 1997, el cual introducía la modalidad de módulos de producción, prácticas y proyectos empresariales en ciclos cuatrimestrales de estudio. En 1996 se hicieron reformas a su ley orgánica, con las cuales se modificó la conformación de su Consejo Directivo, además fueron tituladas las tierras de la Finca Bárcena y las del parque las Ninfas en Amatitlán, antigua ubicación de la EFCA, a nombre de la escuela; a partir de 1997 entró en marcha el Plan Estratégico 1997-2020 el cual se orientó hacia la excelencia académica, producir comercialmente bienes y servicios agroforestales y proporcionar servicios al estudiante dentro de un marco de modernización. 
A lo largo de los años su enseñanza ha sido calificada como «de excelencia» logrando alcanzar en el año 2011 la excelencia académica al recibir la Orden del Quetzal en el grado de Gran Cruz.
Actualmente ENCA busca la formación tecnológica y humana bajo un intenso y riguroso programa de estudios, dirigido a jóvenes hombres y mujeres que interesados por estudiar la tierra y lo que produce Otro enfoque importante que la ENCA visualiza en la formación de sus educandos, es el desarrollo integral humano. Constantemente ha ido actualizando su pensum de estudios para ampliar la oferta educativa, en 2021 se creó la nueva carrera de «Perito Agroindustrial»

## Carreras
La ENCA ofrece 3 carreras, siendo estas: Perito Agrónomo, Perito Forestal y Perito Agroindustrial. En las tres carreras los estudiantes adquieren conocimientos de las ciencias básicas como matemática, biología, física, lenguaje y comunicación, química; asimismo se consolidan disciplinas formativas y especializadas bajo un enfoque empresarial, agroindustrial, ambiental y de investigación.

### Perito Forestal
La carrera de Perito Forestal se especializa en recursos naturales renovables, bosque, flora, fauna, agua y suelo, aplicando diferentes procesos de conservación dentro y fuera de áreas protegidas, recuperación a través del establecimiento y manejo de plantaciones forestales o regeneración natural.
También se brinda formación en el Manejo de cuencas hidrográficas aplicando los principios de ordenamiento territorial, utilizando y aplicando las herramientas de los sistemas de información geográfica, manejo de bosques naturales de coníferas y latífoliadas, integrando a estos sistemas actividades agrícolas y pecuarias. Además se incluye aprovechamiento y transformación industrial forestal de productos maderables y no maderables del bosque como aceites esenciales, semillas, plantas medicinales, etc. El egresado cuenta con oportunidades de empleo en empresas del sector privado y estatal, así como en organizaciones no gubernamentales relacionadas con el cada vez más importante campo del manejo adecuado de recursos naturales, donde nuestros egresados se han posicionado en puestos técnicos y gerenciales.

### Perito Agrónomo
La carrera de Perito Agrónomo dirige su formación a la especialización en procesos de producción, transformación y comercialización de productos agrícolas, como granos básicos, cultivos de exportación, cultivos tradicionales y no tradicionales, hortalizas, ornamentales, frutales y otros.  Además, se imparte conocimientos de manejo y producción de ganado bovino, porcino, aves, peces y otros.

### Perito Agroindustrial
Esta es la carrera más reciente y se creó en el año 2021, tiene como objetivo formar técnicos que puedan ejecutar programas de transformación de productos agrícolas, pecuarios e hidrobiológicos, bajo la aplicación de normas y reglamentos de calidad e inocuidad para satisfacer la demanda nacional, internacional y el fortalecimiento de la seguridad alimentaria.

## Estructura
La ENCA se organiza de la siguiente manera:
- Consejo Directivo.
  - Dirección General.
    - Unidades Administrativas y Técnicas.